# Октябрьская волость (Дновский район)

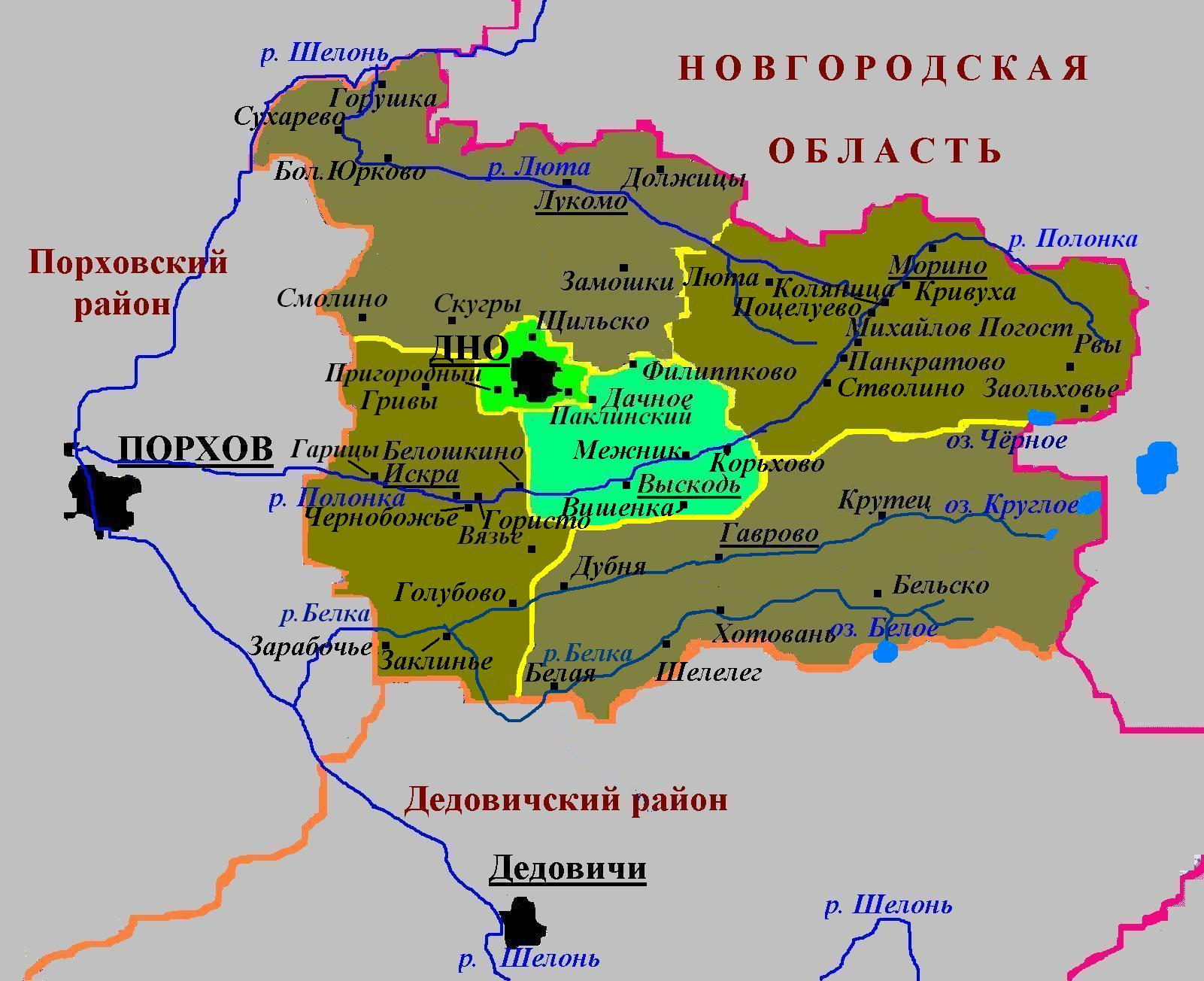
Административное деление Дновского района в 2006—2015

Октябрьская волость — бывшая административно-территориальная единица 3-го уровня (1995—2005) в Дновском районе Псковской области России.
Административный центр — деревня Гаврово.

## География
Территория волости находилась на юго-востоке района.

## История
Территория будущей волости в 1927 году вошла в Дновский район в виде ряда сельсоветов.
Указом Президиума Верховного Совета РСФСР от 16 июня 1954 года Глухогорушинский сельсовет был включён в Крутецкий сельсовет.
Решением Псковского облисполкома от 23 апреля 1963 года Крутецкий сельсовет был переименован в Октябрьский сельсовет.
Постановлением Псковского областного Собрания депутатов от 26 января 1995 года все сельсоветы в Псковской области были переименованы в волости, в том числе Октябрьский сельсовет был превращён в Октябрьскую волость с центром в д. Гаврово.
Законом Псковской области от 28 февраля 2005 года Октябрьская волость была упразднена и вместе с частью Голубовской волости вошла в новое муниципальное образование Гавровская волость со статусом сельского поселения с 1 января 2006 года в составе муниципального образования Дновский район со статусом муниципального района. Административным центром волости определена деревня Гаврово.

## Населённые пункты
В состав Октябрьской волости входили 18 деревень: Адеришено, Бельско, Большой Луг, Быково, Вилошки, Гаврово, Глухая Горушка, Долгуша, Загузье, Крутец, Куровка, Малый Луг, Овинна, Речки, Селище, Симоново, Хотовань, Юково.